# هوسپ داوید بگلار

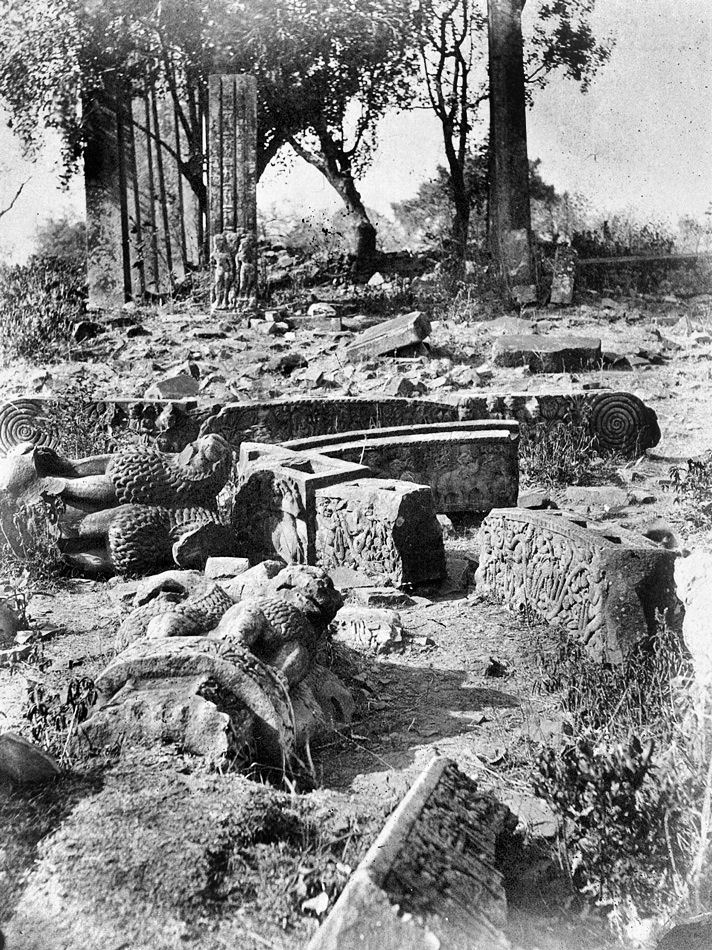

هوسپ داوید فریدن ملیک بگلار ( انگلیسی: Joseph David Freedone Melik Beglar؛ ۱۸۴۵ – ۱۹۰۷) مهندس، باستان‌شناس و عکاس ارمنی‌تبار اهل هند که در راج بریتانیا فعالیت می‌کرد. وی دستیار آلکساندر کانینگهام بود. وی به خاطر تصاویرش از پرستشگاه و هنر دینی شناخته شده‌است.